# سوزان أيتون
سوزان إيتون (بالإنجليزية: Suzanne Eaton) (23 ديسمبر 1959 - 2 يوليو 2019) هي عالمة أمريكية وأستاذة البيولوجيا الجزيئية في معهد ماكس بلانك لبيولوجيا الخلية الجزيئية وعلم الوراثة في مدينة دريسدن، بألمانيا.

## النشأة والتعليم
ولدت إيتون في 23 ديسمبر 1959، في مدينة أوكلاند، كاليفورنيا. كان العالم سبوك أحد نماذج التي أقتدت بها إيتون عندما كانت طفلة، وذلك نظرًا لمنهجه العقلاني في حل المشكلات. كانت أيضًا عازفة بيانو موهوبة، وقد بدأت العزف منذ كانت في الثامنة من عمرها.
كطالبة جامعية، احتارت إيتون في اختيار مهنتها بين أن تكون عالمة أحياء، أو أستاذة في الأدب المقارن، أو عالمة رياضيات. وكان العامل الحاسم لتتخذ قرارها هو مقرر تم تدريسه من الأدب الأساسي بدلاً من الكتاب المدرسي، مما أثار حماستها للبحوث البيولوجية.
حصلت إيتون علي درجة البكالوريوس في علم الأحياء من جامعة براون في عام 1981 ثم حصلت على درجة الدكتوراه في علم الأحياء الدقيقة بجامعة كاليفورنيا، لوس أنجلوس في عام 1988.  جاءت أطروحتها للكتوراة، بعنوان التحليل الجزيئي لمحفز سلسلة ثقيلة من الجلوبيولين المناعي، أكملتها تحت إشراف كاثرين كالام. وحصلت على جائزة سيدني سي ريتنبيرغ للإنجاز الأكاديمي المتميز في علم الأحياء الدقيقة من قبل جمعية النساء الأكاديميات في عام 1988 عن رسالة الدكتوراه الخاصة بها.

## الحياة المهنية والبحث العلمي
بدأت إيتون مسيرتها البحثية بالعمل على جينات متسلسلة ثقيلة من الجلوبيولين المناعي في جامعة كاليفورنيا، لوس أنجلوس، في مختبر كاثرين كالام.  وفي عام 1988، غيرت إيتون مجالها البحثي إلى علم الأحياء التنموي، باحثة في كيفية حصول الخلايا على هويات أنسجتها في ذبابة الفاكهة، وذلك أثناء وجودها في مجموعة توماس ب كورنبرج في جامعة كاليفورنيا، سان فرانسيسكو. ثم انتقلت إيتون إلى ألمانيا في عام 1993 للعمل في مختبرعلم الأحياء الجزيئية الأوروبي في هايدلبرغ في مجموعة كاي سيمونز، حيث جمعت بين خبرتها في علم الأحياء الدقيقة وعلم الأحياء التنموي للبحث في كيفية مساعدة الهيكل الخلوي للخلايا في تحقيق قطبيتها في الأنسجة، باستخدام ذبابة الفاكهة كنظام نموذجي.   وفي عام 2000، أصبحت إيتون واحدة من قادة المجموعة المؤسسة في معهد ماكس بلانك لبيولوجيا الخلية الجزيئية وعلم الوراثة في دريسدن، ألمانيا، حيث بحثت مجموعتها في كيفية عمل الجزيئات المتصلة والخواص الميكانيكية للخلايا لتشكيل الأنسجة في ذبابة الفاكهة. في عام 2015، أصبحت أستاذة لبيولوجيا الخلية النمائية لللافقاريات في جامعة تي يو دريسدن.

## الجوائز والتكريمات
- 1977: جائزة عالم ولاية نيويورك ريجينتس [7]
- 1988: جمعية النساء الأكاديميات، جائزة سيدني سي ريتنبيرغ للإنجاز الأكاديمي المتميز في علم الأحياء الدقيقة
- 2006: جائزة التميز البحثي للمرأة في الخلايا البيلوجيا، الجمعية الأمريكية لبيولوجيا الخلية.[14]

## الحياة الشخصية
تزوجت إيتون من العالم البريطاني أنتوني هايمن. وأنجبا طفلين. كانت رياضية وعداءة، وحاصلة علي الحزام الأسود في التايكوندو.
بعد وفاتها، كتبت عنها أختها: "لقد كانت تستمتع كثيرا بإعداد وجبات رائعة ولديها ذوق غير مألوف بالأزياء. أحبت العطور. درست ومارست رياضة التايكوندو وحصلت علي الحزام الأسود من الدرجة الثانية. كانت تنهي ألغاز الكلمات المتقاطعة بسرعة كبيرة، ولعبت كونشيرتو، وقرأت على نطاق واسع. إنها تناسب وصف الأديبة جين أوستن االصارم لـ "امرأة بارعة" مع الحفاظ على التواضع الطبيعي و "الفضول الذي لا ينضب".

## الاختفاء والوفاة
اختفت إيتون في 2 يوليو 2019. شوهدت للمرة الأخيرة وهي تعزف على البيانو في بهو فندق حيث كانت تحضر مؤتمرًا في الأكاديمية الأرثوذكسية في مدينة خانيا، كريت. ويعتقد أن اختفائها حدث أثناء ممارستها لرياضة العدو. فيما بعد عثرت الشرطة اليونانية على جثتها في 8 يوليو داخل مخبأ للحرب العالمية الثانية. تم فتح تحقيق في جريمة القتل بعد التأكد من أن وفاتها جاءت نتيجة الاختناق. تم القبض على مشتبه به يوناني يبلغ من العمر 27 عامًا، وهو نجل كاهن ومزارع وأب متزوج يدعي جيانيس باراسكاكيس. واعترف في وقت لاحق بأنه صدمها بسيارته، ثم اغتصبها وقام بإلقاء جسدها في القبو. 

## نصب تذكاري
تكريمًا لإرث إيتون متعدد التخصصات في المجتمع العلمي، أنشأ معهد التكنولوجيا الحيوية الجزيئية في النمسا صندوقًا تذكاريًا يهدف إلى دعم مساعي العلماء الشباب في الموضوعات متعددة التخصصات.

## منشورات مختارة
- إيتون، سوزان (يوليو 1995). «الإشارات القمية والباقية والجانبية للاستقطاب الظهاري.» زنزانة. 82: 5.
- إيتون، سوزان (ديسمبر 1996). «أدوار Rac1 و Cdc42 في الاستقطاب المستوي ونمو الشعر في جناح ذبابة الفاكهة.» مجلة بيولوجيا الخلية. 135 : 1277.
- إيتون، سوزان (مايو 2005). «جزيئات البروتين الدهني مطلوبة لإشارات القنفذ والإشارة بدون أجنحة.» طبيعة. 435: 58.
- إيتون، سوزان (سبتمبر 2010). «تدفق الخلايا يعيد توجيه محور الاستقطاب في ظهارة الجناح من ذبابة الفاكهة.» زنزانة. 142: 773.

## روابط خارجية
- سوزان أيتون منشورات مفهرسة من قبل جوجل سكولار
- صندوق سوزان إيتون التذكاري نسخة محفوظة 23 يوليو 2019 على موقع واي باك مشين.